# Frigidoalvania pelagica
Frigidoalvania pelagica är en snäckart som först beskrevs av William Stimpson 1851.  Frigidoalvania pelagica ingår i släktet Frigidoalvania och familjen Rissoidae. Inga underarter finns listade i Catalogue of Life.